# Erstes Parlament der Weltreligionen
Das Erste Parlament der Weltreligionen (First Parliament of the World’s Religions) war ein internationaler interreligiöser Kongress, der vom 11. bis 27. September 1893 in Chicago, Illinois, tagte. Das Zusammentreffen von Repräsentanten aller großen Weltreligionen an einem Ort war in dieser Größe bis dato nie dagewesen und einzigartig. Vorrangige Intention war der friedliche Dialog der großen Weltreligionen Judentum, Christentum, Islam, Hinduismus, Taoismus, Konfuzianismus, Zoroastrismus, Shintoismus, Buddhismus und Jainismus.

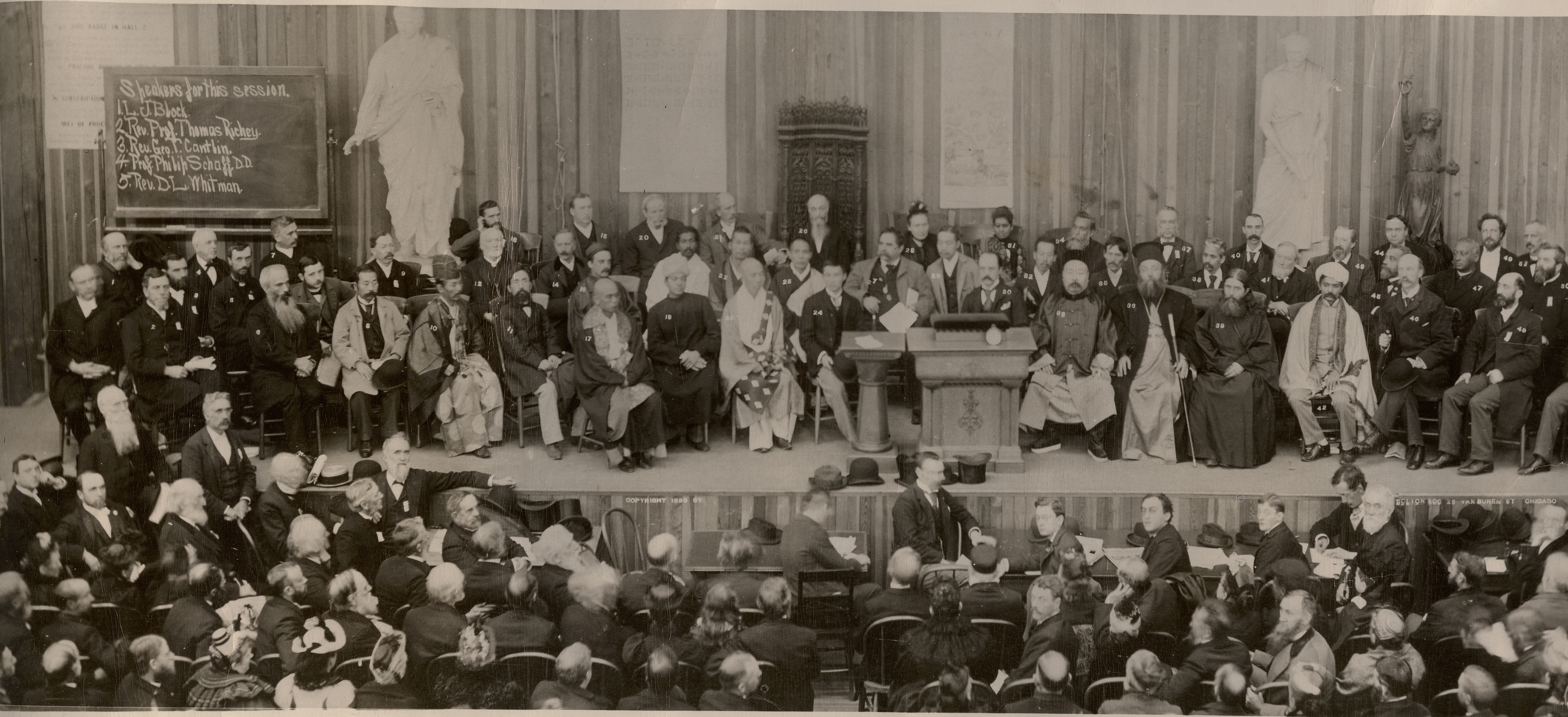
Teilnehmer

## Entstehungsgeschichte
Das Parlament der Weltreligionen war ein Teil der Weltausstellung (World’s Columbian Exposition) von 1893. Dieses internationale Ereignis wurde schon im Jahre 1890 vom US Congress beschlossen und auf einen Zeitraum von sechs Monaten anberaumt, der am 1. Mai 1893 beginnen sollte.
Wie zu erwarten, bestand zunächst einmal kein direkter Zusammenhang zum Thema Weltreligionen. Dieser wurde erst von Charles Carroll Bonney, einem Anwalt aus Illinois, ins Gespräch gebracht. Seine Vision der Weltausstellung beinhaltete ein Zusammentreffen intellektueller Vertreter aus aller Welt als "Krönung" der Veranstaltung. Seiner Ansicht nach wäre eine derartige Serie von bis zu zwanzig Weltkongressen weit bedeutender als die übliche, rein materielle Darstellung menschlichen Fortschritts auf der Ausstellung: "Something higher and nobler is demanded by the enlightened and progressive spirit of the present age."
Bonney zeigte einerseits das nötige Engagement, um einen solchen Plan durchzusetzen, und hatte andererseits das Talent, seine Ideen gut zu vermitteln, und so fand er schnell Zustimmung von den Organisatoren. Das World's Congress Auxiliary wurde als offizieller Bestandteil der Gesamtausstellung ins Leben gerufen und Bonney selbst zum Präsidenten desselben ernannt. Mit Slogans wie "Not Things, but Men" oder "Not Matter, but Mind", etablierte sich dieses Organisationskomitee rapide, und mit ihm die Umsetzung der geplanten Kongressserie, deren einzelne Kongresse jeweils einige Wochen dauern sollten. So entwickelte sich unter der Kontrolle Bonneys ein aufwändiger Organisationsapparat, der alle Veranstaltungen detailliert durchplante.
Das Thema Religion war Bonneys Hauptanliegen im Bezug auf diese Zusatzkongresse. Er selbst war der New Jerusalem Church zugehörig und all seine Kongressideen zeigten deutlich den Charakter der Lehren Swedenborgs, des ideellen Vorreiters dieser Kirche: Eine relative Offenheit gegenüber anderen Religionen und ein Hang zum Universalismus sind im gesamten Konzept des Parlaments zu entdecken. Gemäß Swedenborg sind die Offenbarungen Gottes durchaus nicht nur auf das Christentum beschränkt, sondern auf der ganzen Welt zu jeder Zeit vorzufinden. Des Weiteren bemühte er sich intensiv darum, Religion und Wissenschaft in Einklang zu bringen. Spätestens hier wird klar, dass die Weltausstellung eine geradezu perfekte Möglichkeit bot, ein derartiges Zeichen zu setzen. So lässt sich erklären, weshalb Bonney dem Parlament eine universalistische Struktur verleihen konnte und gleichzeitig ein tief religiöser Mensch war, der in diesem Vorhaben seine Berufung sah.
Der Visionär benötigte ein weiteres Planungskomitee, das sich ausschließlich um das Parlament der Religionen kümmerte. So entstand das sechzehnköpfige General Committee of Organization on Religious Congresses. Vorstand desselben war John Henry Barrows, Pastor der First Presbyterian Church of Chicago, der sich als sehr geeignet für die Umsetzung des Parlaments erwies und seinen planenden Partner Bonney erstaunlich gut durch Tatkraft ergänzte. Außerdem bot das Komitee einen Querschnitt durch viele Denominationen; seine Mitglieder, allesamt aus Chicago, waren Vertreter der Presbyterian, Reformed Episcopal, Unitarian, Protestant Episcopal, New Jerusalem, Congregational, Baptist, Methodist und Lutheran Church sowie ein Quaker, der katholische Erzbischof von Chicago und ein Rabbiner.
Nach circa vier Jahren Planung stand der Themenplan für das Parlament fest und wurde während dieser Zeit in der sogenannten Preliminary Address und zwei weiteren Schreiben veröffentlicht und um den Globus verschickt. Barrows leistete auch hier wieder immense Arbeit, indem er nach eigenen Angaben über 10 000 Briefe und 40 000 Dokumente versandte. Diese Meldungen legten die Richtlinien für das Parlament fest, dessen Motto inzwischen auf ein Zitat des Alten Testaments festgelegt wurde: "Haben wir nicht alle einen Vater? Hat uns nicht ein Gott geschaffen?" ((Mal 2,10-16 )) Erstaunlich ist hierbei, dass sogar Führer anderer Religionen eingeladen wurden, Ideen zum Programm beizusteuern.
Der allgemeine Tenor des Parlaments lässt sich exemplarisch sehr gut an Äußerungen seiner Veranstalter darstellen. Schon in seiner Eröffnungsrede vor dem versammelten Publikum setzte sich Bonney mit dem Religionsbegriff auseinander:

“In this Congress the word ‘Religion’ means the love and worship of God and the love and service of man. We believe the scripture that ‘of a truth God is no respecter of persons, but in every nation he that feareth God and worketh righteousness is accepted of him.’ We come together in mutual confidence and respect, without the least surrender or compromise of anything which we respectively believe to be truth or duty […]. We meet on the mountain height of absolute respect for the religious convictions of each other; and an earnest desire for a better knowledge of the consolations which other forms of faith than our own offer to their devotees. The very basis of our convocation is the idea that the representatives of each religion sincerely believe that it is the truest and the best of all; and that they will, therefore, hear with perfect candor and without fear the convictions of other sincere souls on the great questions of the immortal life. […] we seek in this Congress ‘to unite all Religion against all irreligion; to make the golden rule the basis of this union; and to present to the world the substantial unity of many religions in the good deeds of religious life.’ Without controversy, or any attempt to pronounce judgment upon any matter of faith or worship or religious opinion, we seek a better knowledge of the religious condition of all mankind, with an earnest desire to be useful to each other and to all others who love truth and righteousness.”

## Ablauf der Tagungen

### Aufbau
Das Parlament der Weltreligionen tagte im Art Institute of Chicago, dessen Haupthalle (Hall of Columbus) Platz für bis zu 4000 Zuschauer bot, eine Zahl, die jeden Tag bis zum Limit strapaziert wurde. Jeden Tag wurde das Parlament mit dem Beten eines gemeinsamen Vaterunser eröffnet. Die Sprache des Kongresses war Englisch.
Das General Committee of Organization on Religious Congresses veranlasste einen dreigliedrigen Aufbau des Kongresses. Zum einen gab es ein allgemeines (World's) Parliament of Religions, das dazu genutzt wurde, durch angemeldete Reden zu bestimmten Themen interreligiöse Gemeinsamkeiten zu finden, den Fortschritt der Religion im 19. Jahrhundert darzulegen und Religionen aus erster Hand darzustellen; dieser Teil hatte einen gewissen Vorlesungscharakter und fand in der Hall of Columbus statt. Gleichzeitig gab es in der Hall of Washington Präsentationen zu bestimmten Religionen, die von deren Repräsentanten gehalten wurden. Zum anderen gab es einen davon unabhängigen Kongress für einzelne Denominationen und kirchliche, oder besser religiöse, Organisationen, auf dem sich verschiedene Gruppen präsentieren konnten und, im Gegensatz zum Hauptkongress, Diskussionen stattfanden. Es dürften um die vierzig Denominationen bei diesen Präsentationen vertreten gewesen sein. Kurzfristig wurde wegen des großen Andrangs auch noch eine Scientific Section eröffnet, bei der wissenschaftlichere Ansätze vorgestellt und diskutiert wurden. Alle Veranstaltungen zusammen ergaben somit das Parliament of the World's Religions. Der erste Tag des Parlaments war nur eine Willkommensveranstaltung und gänzlich Begrüßungsreden gewidmet. Für die übrigen 16 Tage gab es folgenden groben Themenplan, der jedoch nicht fest eingehalten wurde:
| Tag 2  | Gott                                                                            |
| Tag 3  | Der Mensch                                                                      |
| Tag 4  | Religion als Charakteristikum der Menschheit                                    |
| Tag 5  | Religionssysteme                                                                |
| Tag 6  | Heilige Bücher der Welt                                                         |
| Tag 7  | Religion und die Familie                                                        |
| Tag 8  | Die religiösen Führer der Menschheit                                            |
| Tag 9  | Religion und ihr Verhältnis zu den Naturwissenschaften und zu Kunst und Schrift |
| Tag 10 | Religion und ihr Verhältnis zu Moral                                            |
| Tag 11 | Religion und soziale Probleme                                                   |
| Tag 12 | Religion und Zivilgesellschaft                                                  |
| Tag 13 | Religion und Philanthropie                                                      |
| Tag 14 | Der aktuelle religiöse Zustand des Christentums                                 |
| Tag 15 | Die religiöse Vereinigung der gesamten Menschenfamilie                          |
| Tag 16 | Elemente der perfekten Religion                                                 |

### Regeln
Für alle Teilnehmer galten bestimmte Regeln, um den friedlichen Umgang zu wahren. Während des Kongresses gab es daher keine Debatten, da direkte Kritik an gehaltenen Vorträgen offiziell ausgeschlossen wurde. Das Parlament war damit zu einer reinen Präsentations-Veranstaltung geworden und ausschließlich zum Informationsgewinn gedacht. Bonney glaubte, dadurch vielen Kritikern den Wind aus den Segeln zu nehmen, aber es brachte auch ein grundlegendes Problem mit sich: Das Fehlen einer Auseinandersetzung schloss auch aus, dass sich konstruktive Diskussionen ergeben konnten und führte dazu, dass sich die aufgestaute Energie der Gegner daher fast nur außerhalb des Parlaments entlud. Anstatt Kritik zu entgehen, zog allein diese Regel schon den Hass vieler Kritiker auf sich oder wurde zumindest als Problem erkannt: "According to the conditions of the Parliament, the principles of each faith were to be set forth by special advocates, without reply, rejoinder, controversy, comparison, or any form of counter attack, so that, as every mouth was muzzled, there was no room on that platform even for the exposure of error, sophistry, fallacy, or even falsehood."
Zum eigenen Nachteil blieb das Parlament nicht zuletzt auch aus diesem Grund praktisch ergebnislos: "The Parliament was more an example of 'international good manners' than of an inductive theological enterprise.", resümierte daher der Religionswissenschaftler Kenten Druyvesteyn.

## Kritische Rezeption
Die Rezeption des Parlaments der Weltreligionen fiel überwiegend positiv aus. Doch aus einigen religiösen Lagern wurde es auch scharf verurteilt. Mit der großen Frage nach dem Verhältnis des Christentums zu anderen Weltreligionen stand für viele der Kern des Christentums auf dem Spiel, nämlich dessen Überlegenheit und ultimativer Wahrheitsanspruch gegenüber den anderen Religionen.

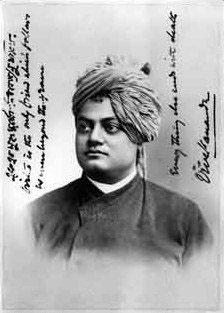
Swami Vivekananda

Im Christentum waren es vor allem die Problematik des Indifferentismus, Exklusivismus und der Ökumene, die sowohl konservative katholische als auch evangelikale Lager in Aufruhr versetzten. Unter Evangelikalen war Arthur T. Pierson der vehementeste Gegner des Parlaments. Als Herausgeber des Missionary Review of the World veröffentlichte er zahlreiche Schriften gegen das Parlament und war zudem sehr von Antikatholizismus geprägt. Eine fundamentale Angst vor möglichen Kompromissen mit außerchristlichen Glaubensrichtungen ist in allen ächtenden evangelikalen Schriften zu spüren. Dabei ist dies nicht als Reaktion auf eine erste Begegnung mit anderen Religionen zurückzuführen. In den 1890ern bestand bereits ein Netzwerk aus Missionen, die tagtäglich mit genau dieser Problematik lebten. Vielmehr war es die Anwesenheit von Angesicht zu Angesicht vor einem Laienpublikum auf amerikanischem, heimatlichem Boden und auf Einladung der USA, die der Thematik so neuartige Brisanz verlieh. Verstärkt wurden derartige Bedenken durch den überschwänglichen Sensationalismus der berichterstattenden Medien (vor allem der Chicago Daily Tribune) und dem großen Interesse des amerikanischen Publikums an Besuchern aus fernen Ländern. So erfreute sich besonders Swami Vivekananda, als hinduistischer Vertreter aus Indien, großer Popularität und Beliebtheit bei einem Großteil der amerikanischen Zuschauer; ebendies erzeugte Skepsis und Misstrauen bei einigen Konservativen.
Die katholische Kirche äußerte Ablehnung erst im Nachhinein, nachdem wichtige liberale Vertreter aktiv teilgenommen hatten, darunter prominente Kleriker wie James Gibbons, der höchstrangige Vertreter der Katholiken in den Vereinigten Staaten, sowie die Erzbischöfe John J. Keane (Rektor der Katholischen Universität von Amerika) und John Ireland aus Minnesota. Erst 1895 revidierte Papst Leo XIII. die vorherige schweigende Zustimmung in einem offiziellen Schreiben und teilte Francesco Satolli, seinem Vertreter in den USA, mit, er befürworte derartige Kongresse in Zukunft nicht. Gerade innerhalb christlicher Konfessionen beruhten die Konflikte überwiegend auf Streit zwischen liberalen und konservativen Geistlichen.
Die anglikanische Kirche unter dem Erzbischof von Canterbury, Edward White Benson, lehnte eine Teilnahme aus oben genannten Gründen offiziell ab.
Der osmanische Sultan Abdülhamid II. verbot sogar seinen Untertanen die Teilnahme und Ausreise, sodass islamische Partizipation schwer zu organisieren war.
Ferner wurde mancherorts das Fehlen direkter Vertreter Afrikas und der nordamerikanischen Indianervölkern bemängelt.

## Auswirkungen
Obwohl das Parlament der Weltreligionen seinerzeit als ein folgenreiches Ereignis angesehen wurde, blieben direkte nennenswerte Nachwirkungen aus. Die Diskrepanz zwischen den zeitgenössischen Kommentaren, die das Parlament als „Zweites Pfingsten“ und wichtigstes Ereignis seit Christi Geburt bezeichnen, und der heutigen Erwähnung in der Geschichtsschreibung ist bemerkenswert groß. Zwar initiierte das Parlament zum Beispiel die Haskell-Lectures, die infolge des Parlaments an der University of Chicago gestiftet wurden. Auf dem Gebiet der Religionswissenschaft, die zu dieser Zeit eine institutionalisierte Wissenschaft wurde, lieferte es somit einige indirekte Beiträge. Dies ist unter anderem daran ersichtlich, dass Friedrich Max Müller, ein Pionier der Religionswissenschaft, das Parlament gespannt verfolgte. Obwohl er selbst nicht anwesend war, gab er immer wieder Kommentare ab. Allgemeiner gesehen regte das Parlament der Weltreligionen auch die amerikanische Rezeption fernöstlicher Religion und Philosophie an.
Kenten Druyvesteyn erklärt das scheinbare Ausbleiben größerer Nachwirkungen so, dass das Erste Parlament der Weltreligionen durch das symbolische Zusammenfassen der Probleme der Zeit so in seiner Epoche verwurzelt war, dass es auch nur für diese eine besondere Relevanz haben konnte.
Entgegen seiner Einschätzung, ein solches Parlament könne aus diesem Grund nicht wieder stattfinden, wurde es genau 100 Jahre später, ebenfalls in Chicago, wiederholt. Von 1993 bis heute folgten dann etwa alle fünf Jahre weitere Parlamente der Weltreligionen in Kapstadt, Barcelona und Melbourne.

### Primärquellen: Nicht edierte Quellen
- Barrows, John Henry, „The Parliament of Religions at the World's Fair.“ The Missionary Review of the World 5, Nr. 6 (1892): 451–456.
- –––, „Ten Interesting Facts about the Parliament of Religions.“ Lend a hand 11, Nr. 3 (1893): 221–223.
- –––, „Results of the Parliament of Religions.“ The Forum, Nr. 9 (1894): 54–67.
- Bonney, Charles C., „THE WORLD'S PARLIAMENT OF RELIGIONS.“ The Monist 5, Nr. 3 (1895): 321–344.
- A. F. Hewit, „Christian Unity in the Parliament of Religions: Evils of Disunion recognized by Protestants.“ Catholic World 59, Nr. 350 (1894): 152–163.
- „PEACE IN THE PARLIAMENT OF RELIGIONS.“ The Advocate of Peace (1894–1920) 56, Nr. 2 (1894): 38–39.
- Pierson, Arthur T., „Hindrances to Missions Found in the Working Force.“ The Missionary Review of the World 7, Nr. 9 (1894): 641–648.
- –––, „IV.-Editorial Department.“ The Missionary Review of the World 7, Nr. 1 (1894): 59–61.
- –––, „The Columbian Exposition at Chicago.“ The Missionary Review of the World 7, Nr. 1 (1894): 1–10.
- –––, „The Parliament of Religions: A Review.“ The Missionary Review of the World 7, Nr. 12 (1894): 881–894.
- Snell, Merwin-Marie, „An Exhibit of Religions.“ Science 22, Nr. 551 (1893): 99–100.
- Stead, William Thomas, „THE PARLIAMENT OF RELIGIONS.“ The Review of reviews, 2043–5894 (1895): 425.
- M. M. Trumbull, „THE PARLIAMENT OF RELIGIONS.“ The Monist 4, Nr. 3 (1894): 333–354.

### Primärquellen: Edierte Quellen
- Barrows, John Henry, Hrsg., The World's Parliament of Religions: An illustr. and popular story of the world's 1. parliament of religions, held in Chicago in connection with the Columbian exposition of 1893. 1. Band. Publisher: The Parliament Publ. Comp., Chicago 1893.
  - – idem- Band 2
- J. W. Hanson, Hrsg.: The World's Congress of Religions: the addresses and papers delivered before the Parliament. Chicago: W. B. Conkey Company, 1894.
- Houghton, Walter R., Hrsg., Neely's history of the Parliament of Religions and religious congresses of the World's Columbian Exposition : compiled from original manuscripts and stenographic reports. 4th edition. Two volumes in one.  : Publisher: F. Tennyson Neely, Chicago 1894.
- Jones, Jenkin Lloyd, A Chorus of Faith: As heard in the Parliament of Religions held in Chicago, Sept. 10-27, 1893. Publisher: The Unity Publishing Company, Chicago 1893.
- L. P. Mercer, Review of the World's Religious Congresses: of the World's Congess Auxiliary of the World's Columbian Exposition. Publisher: Rand, McNally & Company, Chicago 1893.

### Sekundärliteratur
- Bishop, Donald H., „Religious Confrontation, a Case Study: The 1893 Parliament of Religions.“ Numen 16, Nr. 1 (1969): 63–76.
- Cleary, James F., „Catholic Participation in the World's Parliament of Religions, Chicago, 1893.“ The Catholic Historical Review 55, Nr. 4 (1970): 585–609.
- Druyvesteyn, Kenten. „The World's Parliament of Religions.“ PhD diss., University of Chicago, 1976.
- Feldman, Egal, „American Ecumenicism: Chicago's World's Parliament of Religions of 1893.“ Journal of Church and State 1967, Nr. 2 (9): 180–199.
- Kittelstrom, Amy, „The international social turn: unity and brotherhood at the World's Parliament of Religions, Chicago, 1893.“ Religion and American Culture 19, Nr. 2 (2009): 243–274.
- Lüddeckens, Dorothea: Das Weltparlament der Religionen von 1893: Strukturen interreligiöser Begegnung im 19. Jahrhundert. Berlin; New York: W. de Gruyter, 2002.
- Seager, Richard Hughes, „Pluralism and the American Mainstream: The View from the World's Parliament of Religions.“ The Harvard Theological Review 82, Nr. 3 (1989): 301–324.
- Seager, Richard Hughes: The dawn of religious pluralism: Voices from the World's Parliament of Religions, 1893. La Salle, Ill: Open Court, 1993.
- Ziolkowski, Eric Jozef, Hrsg.: A Museum of faiths: Histories and legacies of the 1893 World's Parliament of Religions. Atlanta, GA: Scholars Press, 1993.